# 스페인의 전차

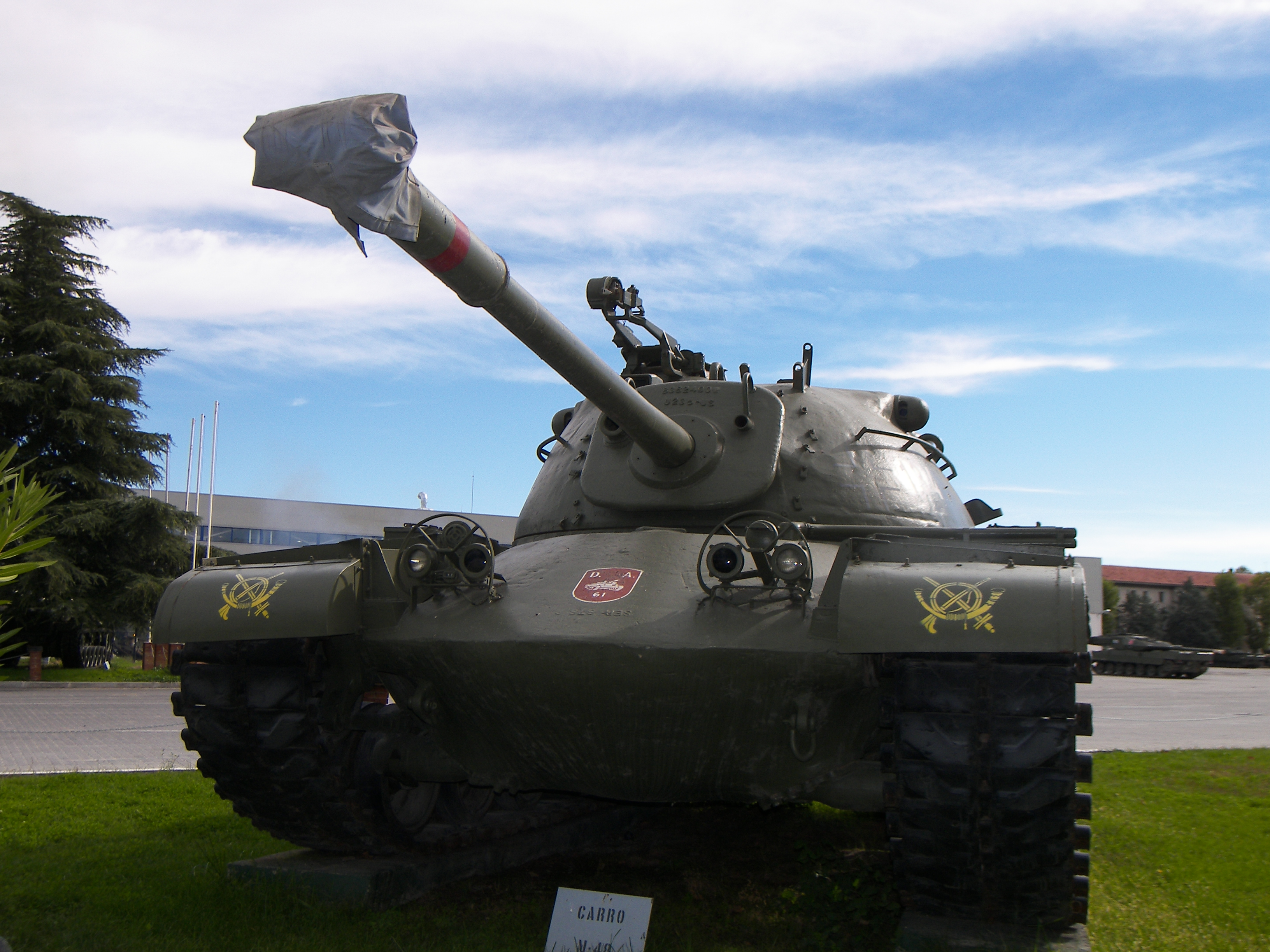
2007년 10월 엘골로소 전투 기념관에 전시된 스페인 육군의 미국제 M48 패튼 전차.

스페인의 전차는 1919년 처음으로 스페인에 전달된 르노 FT-17부터 21세기 개발된 레오파르트 2와 B1 센타우로까지 100년 이상의 역사를 가지고 있다. 스페인이 보유한 르노 FT는 리프 전쟁에 참전했으며, 역사상 첫 전차 상륙전인 알호메이사 상륙작전에 참가했다. 1925년부터 스페인 육군은 자체적으로 전차를 생산하고 개발하는 프로그램을 시작해 르노 FT의 업그레이드 버전인 트루비야 A4를 개발했다. 트루비야 A4의 시제전차는 잘 작동했지만, 해당 전차는 대량 생산으로 이어지지 않았다. 스페인 육군은 1925년 이탈리아군의 피아트 3000 1대를 얻어 실험했고, "란데사"라는 다른 스페인 자체 전차 프로그램을 진행했다. 그러나 이들 중 어떤 것도 주요 전차 프로그램으로 발달하지 않았기 때문에 스페인 내전이 발발하기 이전까지 르노 FT가 수적 측면에서 가장 중요한 전차가 되었다.
1936년 7월부터 1939년 4월까지 스페인 내전 기간 동안 스페인 내전의 교전세력 양측은 외국 세력으로부터 많은 전차를 받았다. 스페인 제2공화국 측은 소련으로부터 전차를 받았고 스페인 우파는 제2공화국 측의 전차를 노획해 스페인 제2공화국을 공격하는데 사용했다. 한편 스페인 민족주의/우파는 나치 독일과 이탈리아 왕국으로부터 전차를 받았다.  스페인 내전에 참전했던 외국 세력이 궁극적으로는 제2차 세계 대전에 참전했기 때문에 스페인 내전은 해당 국가들의 무기 시험장이었음에도 불구하고, 기계화 전쟁에서 스페인 내전은 양측의 무승부로 입증되었다. 이는 소련, 나치 독일, 이탈리아의 기술자들과 병사들이 새로 고안한 기계화 전술을 사용하려고 시도했음에도 불구하고 승무원의 숙련도와 전차의 질이 현격히 낮았고 전차의 수가 부족했기 때문에 기계화 전술의 사용에 깊은 영감을 얻지 못했다.
스페인 내전 이후 스페인에는 경전차가 다수 남게 되었다. 더 현대적이고 성능이 좋은 전차를 현장에 배치하기 위해, 스페인 정부와 육군은 베르데야로 알려진 새로운 전차를 개발하고 생산하는 것을 허락했다. 베르데야의 성능은 좋은 것으로 입증되었지만 생산에 필요한 자원과 인센티브의 부족으로 프로그램은 실패로 끝났다. 또한 스페인 육군은 1943년 말 4호 전차의 배치에 일시적으로 만족했다. 그러나 4호 전차를 더 많이 배치하려는 스페인 정부의 시도가 무산되자 스페인 육군에서 경전차의 수는 여전히 그대로였고 중형전차의 수는 부족해지는 현상이 발생했다. 제2차 세계 대전이 끝난 뒤 1953년 미국은 마드리드 협상을 통해 스페인에 무기 지원을 해주었고 이에 따라 M47 패튼과 M48 패튼이 스페인 육군에 도입되었다. 그러나 모로코와의 전쟁으로 미국이 스페인에 새로운 무기를 수출하는 것을 중단하자 스페인은 M48 전차를 보충하기 위해 AMX-30에 기반한 AMX-30E를 개발해 배치했다.

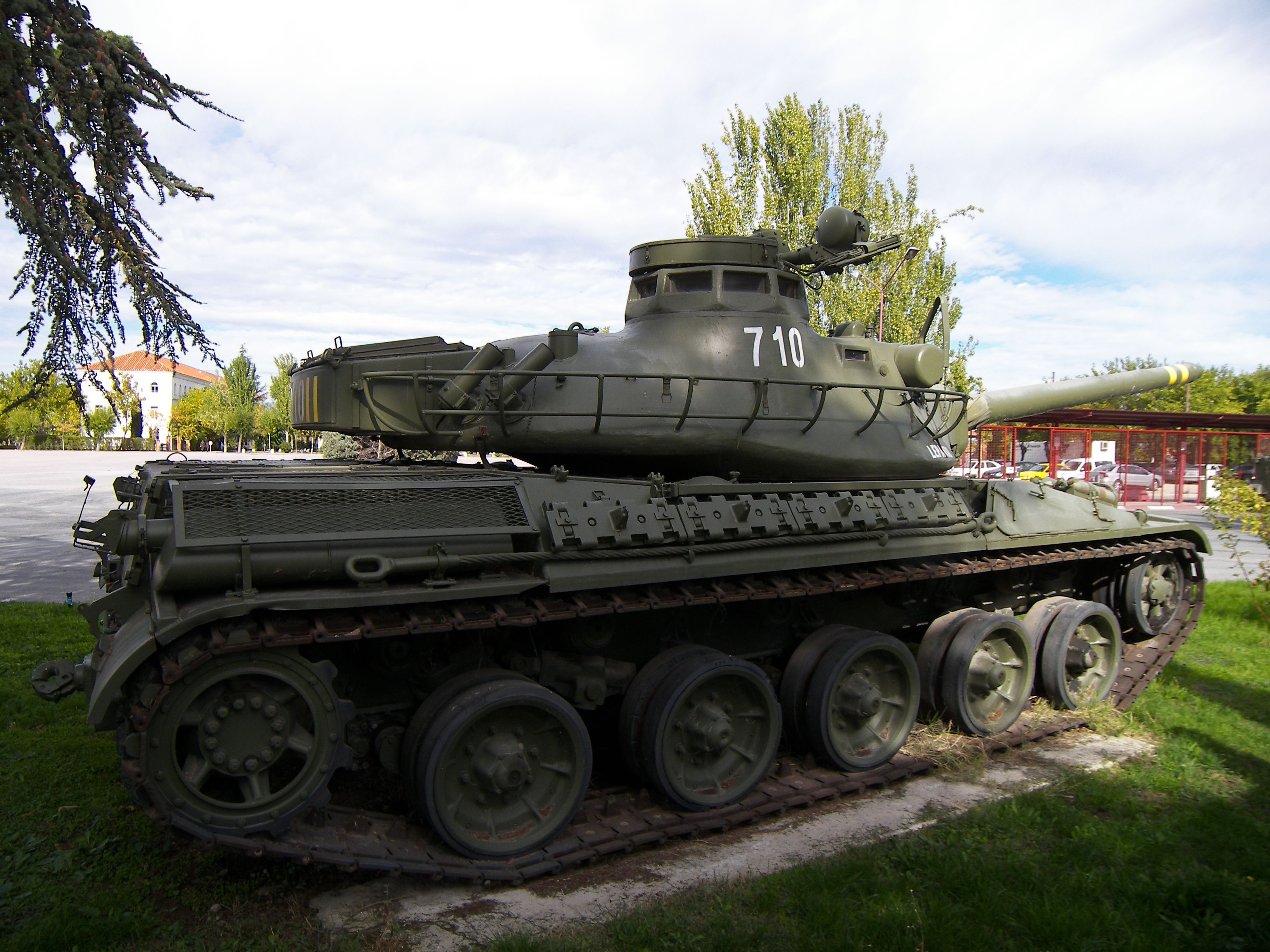
엘골로소 기념관에 배치된 AMX-30E.

AMX-30E 배치 직후 스페인 국부와 육군은 스페인 미래 전차를 찾기 시작했다. 이 노력은 린세 전차의 개발로 이어졌다. 재정적인 이유와 AMX-30E 차량들을 현대화시키기로 한 결정, 그리고 기존의 패튼 전차들을 M60 전차로 대체 배치한 것으로 인해 린세 전차 프로그램은 실패했다. 절반 이상의 AMX-30E는 AMX-30EM2라는 표준화 버전으로 현대화 작업을 거친 뒤 업그레이드되었고, 나머지 AMX-30E는 한정적인 업그레이드를 거쳐 AMX-30E1으로 재탄생했다. 그러나 현대화된 AMX-30E들과 M60 전차로는 스페인 육군에게 차세대 현대 전차를 충분히 제공할 수 없었다. 1994년 스페인 정부는 독일 정부와 협상을 통해 레오파르트 2의 구입을 협상했다. 결국 108대의 레오파르트 2A4가 스페인 육군에 배치되어 통합되었고, 레오파르트 2A6에 기반을 둔 레오파르트 2E 219대가 스페인에서 생산되었다. 레오파르트 2A4와 레오파르트 2E는 M60 패튼과 AMX-30EM2를 대체했고, 이탈리아의 B1 센타우로가 AMX-30EM1을 대체했다.

## 같이 보기
- 전차의 역사